# Наймушини
Найму́шини (рос. Наймушины) — присілок у складі Котельницького району Кіровської області, Росія. Входить до складу Біртяєвського сільського поселення.
Населення становить 211 осіб (2010, 212 у 2002).
Національний склад станом на 2002 рік — росіяни 96 %.